# Boubacar Boris Diop
Boubacar Boris Diop (* 26. října 1946 Dakar) je senegalský prozaik, dramatik a novinář, známý jako odpůrce neokolonialismu a propagátor africké kultury i afrických jazyků.
V mládí se hlásil k marxismu a jeho literárním vzorem byl Jean-Paul Sartre (své prostřední jméno převzal od postavy Borise ze Sartrovy knihy Cesty k svobodě). Po studiích pracoval jako středoškolský pedagog a pak byl zaměstnán na senegalském ministerstvu kultury. Byl dlouholetým šéfredaktorem dakarského deníku Le Matin, později založil noviny ve wolofštině Defuwaxu. Provozuje vlastní nakladatelství Ejo Edition, spolupracuje také s pařížským Éditions Zulma. Působil na Université Gaston-Berger v Saint-Louis, kde prosazoval vyučování v domorodých jazycích. 
V roce 1981 vydal Boubacar Boris Diop svůj první román Le Temps de Tamango. Napsal scénář pro film o masakru černošských příslušníků francouzské armády v Thiaroye v roce 1944, avšak realizací látky byl nakonec pověřen Ousmane Sembène. Za knihu Les Tambours de la mémoire získal v roce 1990 senegalskou státní cenu za literaturu a za knihu Le Cavalier et son ombre ocenění Prix Tropiques. V roce 1998 se zapojil do projektu Rwanda: écrire par devoir de mémoire, v němž afričtí spisovatelé zpracovávali téma rwandské genocidy. Diop po návštěvě Rwandy vytvořil román Murambi, le livre des ossements, který byl na knižním festivalu v Harare zařazen mezi sto nejlepších afrických knih dvacátého století. Napsal také životopis Mbaye Diagneho, senegalského důstojníka mírových jednotek ve Rwandě. Syrový pohled do zákulisí africké politiky s diktátory a násilnými převraty přináší Boubacar Boris Diop také v románu Kaveena.
S ohledem na mezinárodní publikum psal zpočátku ve francouzštině, jeho první wolofsky psanou knihou byla v roce 2003 Doomi Golo, kterou pak sám přeložil do francouzštiny jako Les petits de la guenon. V rodném jazyce napsal také prózy Bàmmeelu Kocc Barma (2017), jejímž námětem je ztroskotání lodi Le Joola, a Malaanum lëndëm (2022). Spolupracoval s Françoisem-Xavierem Verschavem na knize Négrophobie (2005), v níž kritizují protektorský vztah Francie k bývalým koloniím. Přispívá do dakarského periodika Seneplus i do zahraničních časopisů Neue Zürcher Zeitung, Chimurenga a Afrique, perspectives et réalités. Byla mu udělena Grand prix Afrique a v roce 2022 se stal laureátem prestižní Ceny Neustadtových.